# Nemak
Nemak, S.A.B. de CV , conocida como Nemak  es una empresa global de fabricación de piezas automotrices con sede en García, Nuevo León, un municipio aledaño a la ciudad de Monterrey, Nuevo León, México. La empresa fabrica piezas y sistemas automotrices hechas de aluminio para automóviles, principalmente bloques de motor, culatas de cilindros y componentes de  transmisión.
Nemak reportó ventas de $ 4,3 mil millones para 2016 y tiene más de 36 plantas de fabricación que emplean a más de 21.000 personas en 16 países. La empresa ha colaborado en la fabricación de piezas con empresas de automóviles como  Ford, General Motors, Fiat-Chrysler, Grupo Volkswagen, Hyundai Motor Group, BMW, Renault y  Daimler-Benz. Su capacidad instalada se encuentra principalmente en Norteamérica, donde la empresa cuenta con 12 plantas en México, 6 en Estados Unidos y 1 en Canadá. Las plantas restantes están ubicadas en Europa, en Austria, República Checa, Alemania, Hungría, Rusia, Eslovaquia, España y Polonia; en América del Sur, en Argentina y Brasil; y en Asia, en China e India.
Nemak es una subsidiaria del conglomerado industrial mexicano Alfa, que posee el 75.24% de las acciones de Nemak, mientras que Ford Motor Co. posee el 5.45% de las acciones y el 19.31% restante son públicas acciones ofrecidas en la BMV.
A principios de 2015, la empresa matriz de Nemak, Alfa, anunció que podría realizar una oferta pública inicial para cotizar a Nemak en la Bolsa Mexicana de Valores a partir de junio, como un fuerte mercado, ya que el dólar estadounidense impulsa el valor de los activos de la división.